# 尖苞薹草
尖苞薹草（学名：Carex microglochin）为莎草科薹草属的植物。生长于海拔3,400米至5,100米的地区，一般生长在湖边、河滩湿草地和高山草甸，目前尚未開發人工引种栽培技術。

## 分布
俄罗斯、新疆、北歐、西藏、加拿大、蒙古國以及中国大陆的青海、四川。

## 异名
- Kobresia microglochin (Wahl) Wang et Tang ex Y. C. Yang